# Guignen
Guignen (tiếng Breton: Gwinien, Gallo: Ginyen) là một xã của tỉnh Ille-et-Vilaine, thuộc vùng Bretagne, miền tây bắc nước Pháp.

## Dân số
Người dân ở Guignen được gọi là Guignennais.
| 1962                                            | 1968 | 1975 | 1982 | 1990 | 1999 | 2001 |
| ----------------------------------------------- | ---- | ---- | ---- | ---- | ---- | ---- |
| 1586                                            | 1713 | 1780 | 1933 | 2146 | 2424 | 2461 |
| Starting in 1962: Population without duplicates |      |      |      |      |      |      |